# نبرد آلاتونا
نبرد آلاتونا (انگلیسی: Battle of Allatoona) همچنین شناخته شده با عنوان نبرد گذرگاه آلاتونا، عنوان نبردی است از دوران جنگ داخلی آمریکا که در تاریخ ۵ اکتبر سال ۱۸۶۴ به وقوع پیوست و حاصل این نبرد، پیروزی ارتش اتحادیه بود